# Triumvir monetalis

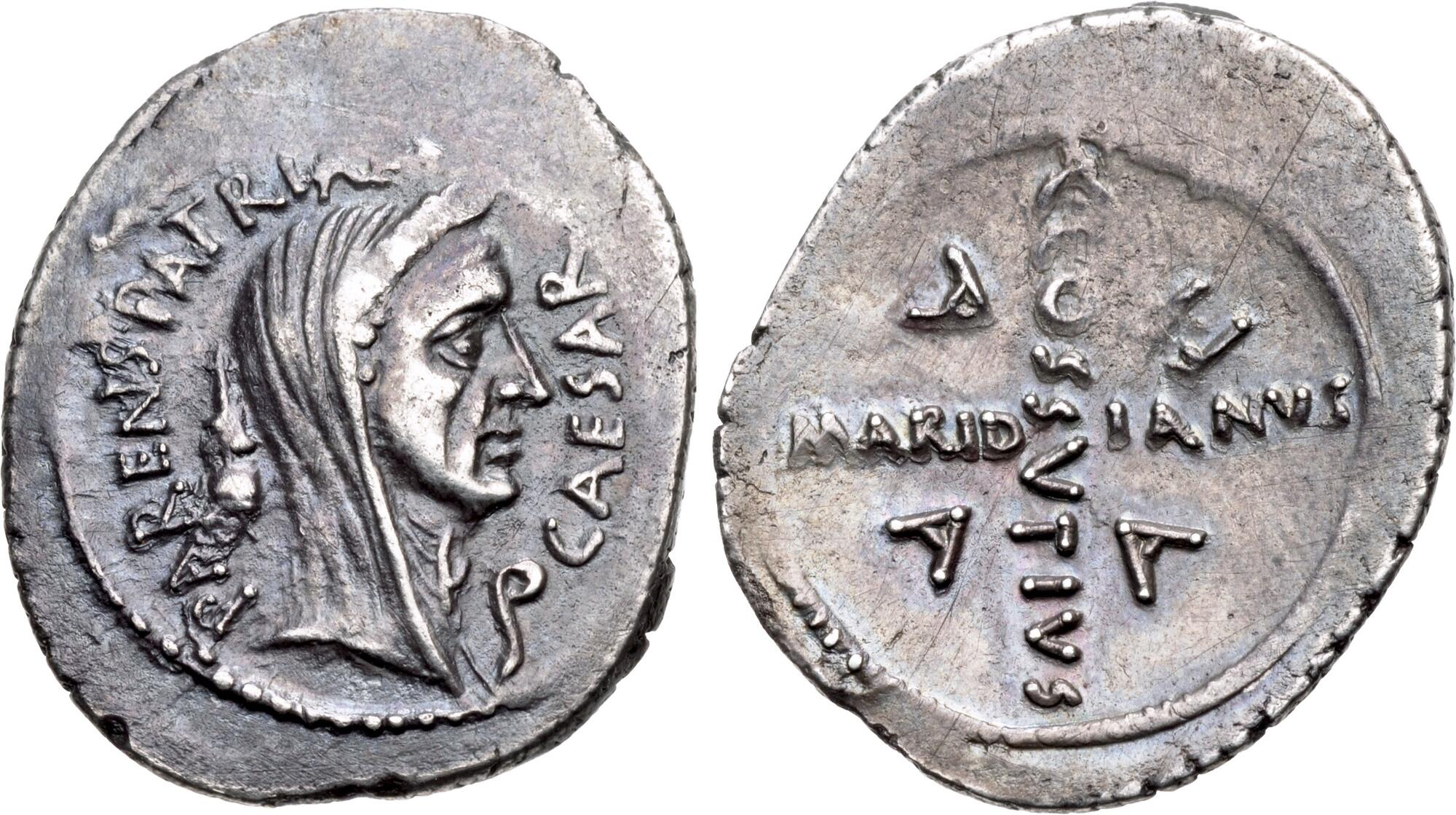
Denario de C. Cossutius Maridianus, 44 a. C., con la cabeza de Julio César en el anverso. La leyenda del reverso menciona A. A. A. F. F.

El triumvir monetalis (pl. tresviri monetales o triumviri monetales, también llamado triumviri (tresviri) aere argento auro flando feriundo, "los tres hombres para la fundición y acuñación de oro, plata y bronce", abreviado IIIVIR A. A. A. F. F.) fue un monedero durante la República romana y el Imperio, que supervisaba la acuñación de monedas. Se responsabilizaba de la ceca y la regularidad de las emisiones monetarias, cuyo peso y aleación debían controlar. En ese papel, sería responsable de la "acuñación ordinaria" durante el periodo republicano, en contraste con la acuñación extraordinaria, normalmente acuñada por otros magistrados, realizada ad hoc, por necesidades específicas. Los monederos romanos casi siempre actuaban juntos como un grupo de tres, de ahí su título de triunviros.
A lo largo de la República tardía, a partir del año 139 a. C., los monederos empezaron a acuñar monedas más personalizadas, en las que hacían publicidad de sus linajes, de los logros de sus antepasados y de otros líderes. A partir de la dictadura de César, sin embargo, su libertad para hacerlo disminuyó, antes de que el surgimiento del Imperio coincidiera con la acuñación únicamente de monedas que representaban al emperador y a la familia imperial.
El cargo continuó en la época imperial como puesto administrativo.

## Funciones y selección
Durante la República, el cargo era ocupado mayoritariamente por jóvenes procedentes de familias senatoriales que iniciaban su carrera política. Duraban un año en el cargo y formaban parte de los vigintisexviri, un grupo de 26 magistrados menores.
Desde el principio, el cargo era anual, pero existe desacuerdo entre los estudiosos sobre si eran elegidos o designados. Michael Crawford|p=1551 opina que eran elegidos por los ciudadanos romanos, aunque esta magistratura no les permitía acceder al Senado. Andrew Burnett sugiere, en cambio, que eran nombrados por los cónsules, al haber observado un importante número de conexiones familiares entre los monederos y los cónsules del mismo año.
Cada año, el Senado requería la acuñación de un determinado número de monedas y, a continuación, los cuestores (principales magistrados financieros) transferían a los monederos la cantidad de metal precioso necesaria para producir las monedas. La mayoría de las veces, los monederos se turnaban para acuñar y sólo uno estaba activo a la vez, lo que significa que algunos monederos nunca acuñaban monedas porque sus colegas ya habían producido el número requerido. También explica las grandes diferencias, que a veces existen, entre los volúmenes de producción de los monederos de un mismo año, ya que el primer monedero acuñaba la mayoría de las monedas. El orden entre los monederos dependía probablemente de su estatus social; los de familias senatoriales eran los primeros en acuñar. Aparte de los aristócratas, un buen número de monederos eran elegidos por su experiencia en banca y comercio, como Lucio Minucio, miembro de una familia de negociantes activos en Asia, o Lucio Axio Naso, conocido como banquero en los años 70 a. C.

## Historia

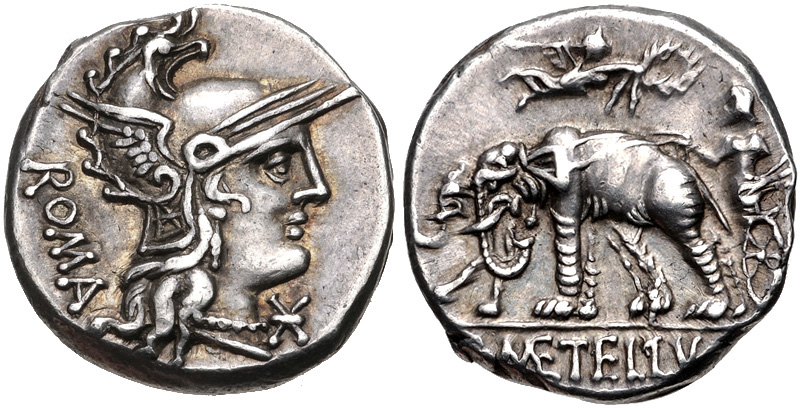
Denario de Cayo Cecilio Metelo Caprario, 125 a. C. El reverso muestra el triunfo de Lucio Metelo tras su victoria en Panormus en 251 a. C.

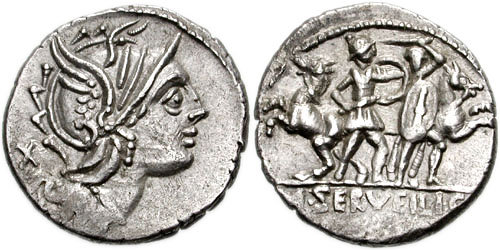
Denario de Marco Servilio, c. 100 a. C. El reverso muestra un duelo de su antepasado Púlex Gémino.

Los triumviri monetales se establecieron probablemente con, o poco después de la creación del sistema monetario basado en el denario, hacia el 211 a. C. Los censores supervisaban la acuñación de monedas antes de esa fecha, pero tal vez perdieron esta competencia debido a la disminución de la calidad de las últimas emisiones de cuadrigatos (quadrigati).
Al principio, los romanos producían tipos de monedas que permanecían idénticos durante largos periodos de tiempo; el objetivo era emitir tipos públicos a la manera de las ciudades-estado griegas (como con el mochuelo de las monedas atenienses). En las primeras monedas romanas suelen aparecer dioses, la personificación de Roma y los dioscuros, y a menudo, un dios específico para cada denominación. Durante la segunda guerra púnica (218‑202 a. C.), varios magistrados con imperium acuñaron monedas en campaña, que firmaban con una abreviatura de su nombre o de su localidad. Esta práctica fue pronto adoptada por los monederos, que acuñaban exclusivamente en Roma (las primeras emisiones en Roma habían sido hasta entonces anónimas). La finalidad de esta medida era identificar al magistrado responsable de cada moneda, con el fin de garantizar una calidad estándar. Las firmas de los monederos eran monogramas, o un símbolo que aludía a su nombre, o una combinación de ambos. Por ejemplo, en el año 208 a. C., Cneo Cornelio Dolabella, de la gens Cornelia firmó un as con las letras CN DO y un pico, el significado de su cognomen en latín (dolabella). Esta práctica de firmar las monedas hizo que progresivamente los monederos consideraran las monedas como su producción personal y no de la ciudad de Roma, como ocurría con los sellos.

### Desde 139a.C.

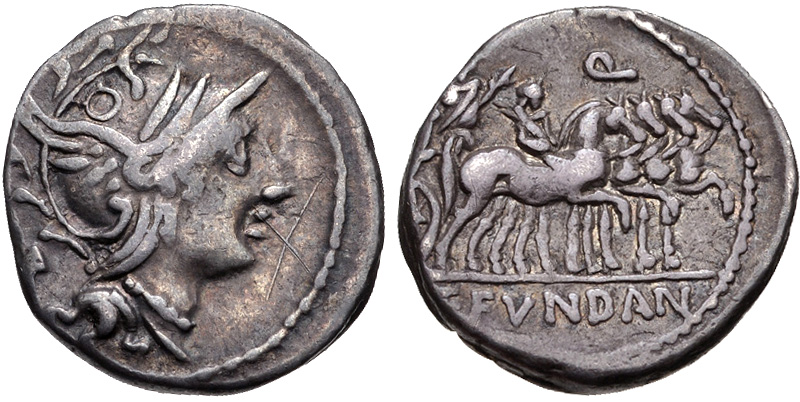
Denario de Cayo Fundanio, 101 a. C. El reverso representa a Cayo Mario como triunfador en un carro; el joven a caballo es probablemente su hijo.

La acuñación de moneda de la República cambió radicalmente en 139 a. C. tras la votación de la lex Gabinia, que preveía el voto secreto para las elecciones de magistrados. La nobleza ya no podía utilizar sus medios tradicionales para influir en los ciudadanos, y los individuos ambiciosos empezaron a utilizar la moneda para autopromocionarse. A partir de entonces, los monederos abandonaron el tipo tradicional de la cabeza de Roma en el anverso y los Dioscuros o un dios conduciendo un carro en el reverso. En su lugar, eligieron temas relacionados con la victoria (con laureles, trofeos o la diosa Victoria) o los deberes del edil (distribución de grano y juegos públicos). A partir del 123 a. C., los tipos más antiguos volvieron durante unos diez años, probablemente debido a la legislación contra la ambición inmoderada aprobada en el 124 a. C., pero los tipos personales se reanudaron definitivamente en el 115 a. C.
A partir de esos años, los monederos utilizaron a menudo imágenes relacionadas con los logros de sus antepasados, como victorias o valentía en la batalla. También reivindicaban una ascendencia mítica, como los denarios de Lucio Pomponio Molo en el 97 a. C., que afirmaba descender de Numa, segundo rey de Roma, a través de su hijo Pompo.
En el año 101 a. C., Cayo Fundanio representó el triunfo de Mario en su denario, la primera vez que una persona viva aparecía en una moneda romana. La mayoría de los monederos del periodo de dominio de Mario también acuñaron monedas con temas relacionados con su líder. Debido a la Guerra Social y a las guerras civiles de los años 80 a. C., se produjo una enorme cantidad de denarios durante el periodo. Apolo fue el tema más común de la década, quizá debido a su asociación con la libertad.
A finales de la década de los 80 a. C., Sila fue el primer general romano que acuñó monedas por su cuenta para financiar su rebelión contra la República, así como el primero en acuñar un áureo. Tras su victoria, Sila acuñó monedas destacando su afirmación de descender de Venus, pero a diferencia de Mario, dejó que los monederos mostraran sus propios temas. Una nueva innovación se produjo en el 54 a. C. con el denario de Quinto Pompeyo Rufo, que eligió la cabeza de sus abuelos Sila y Rufo, al que siguieron varios otros monederos.

### La moneda personalizada en declive
Tras la llegada a Roma de Julio César en el 49 a. C., los monederos podían realizar inicialmente tipos personales, pero a partir del 46 a. C. su producción se dedicó casi por completo a la propaganda de César, con tipos relacionados con Venus (diosa tutelar de César), Victoria, Fortuna o los honores que recibía. En el 44 a. C., Julio César aumentó temporalmente el número de monederos a cuatro (convirtiéndose así en quadrumviri) por razones políticas, acuñaron denarios con la cabeza de César, a la manera de un monarca helenístico. Los monederos de los años posteriores al asesinato de César volvieron a acuñar, sobre todo, tipos personales, pero su producción fue marginada gradualmente por los miembros del Segundo Triunvirato (Octavio, Marco Antonio y Lépido), que tuvieron su propia acuñación dinástica con sus retratos. El último colegio completo de monederos acuñó monedas en el 41 a. C. En el 40 a. C. y el 39 a. C., sólo un monetalis pudo emitir sus propias monedas antes de desaparecer por completo.
Después de que Octavio derrotara a Antonio en la batalla de Actium en el año 30 a. C., restauró la apariencia de la República y los monederos pudieron volver a acuñar sus propias monedas durante unos pocos años. Pero, a partir de entonces, las monedas de las cecas imperiales sólo mencionan al emperador y a su familia. Numerosas inscripciones durante el Imperio indican que la oficina continuó administrando la producción de monedas.{{sfn|Crawford|1974|p=599}

## Designación
Los triumviri monetales derivaban su título de la ubicación de la ceca romana en el templo de Juno Moneta ("Juno la Consejera" o "la Guerrera"). Con el tiempo, la ceca dio al epíteto de la diosa la connotación adicional de "relacionada con el dinero", que se convirtió en el origen de la palabra "moneda".